# BMW International Open 2011

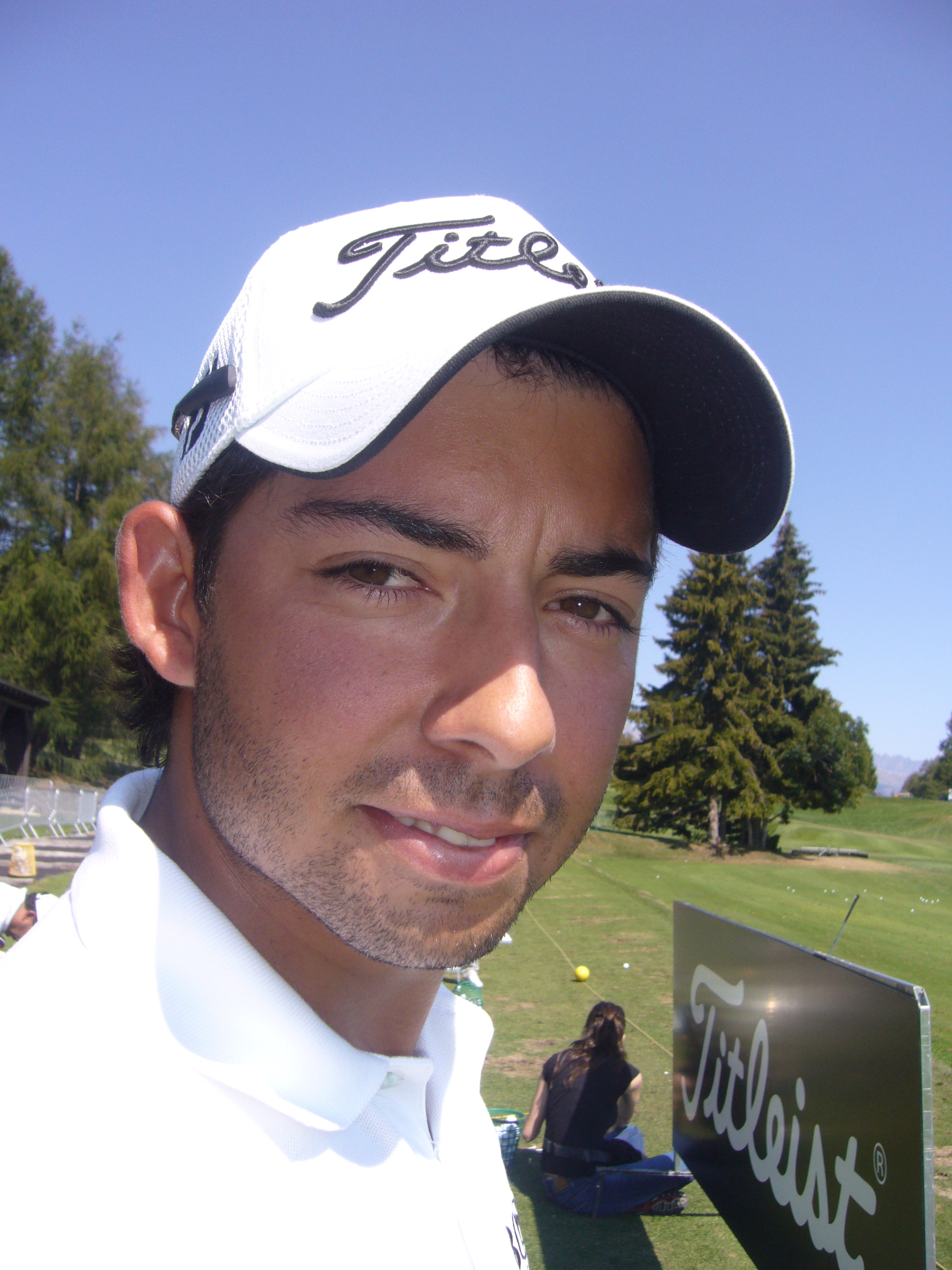
Pablo Larrazábal, winnaar 2011

Het BMW International Open van 2011 werd van 23 tot 26 juni gespeeld, voor de 15de achtereenvolgende keer op Golfclub München Eichenried.
Deze 23ste editie van het BMW International Open had een prijzengeld van € 2.000.000, waarvan de winnaar € 333.330 krijgt.

## Verslag

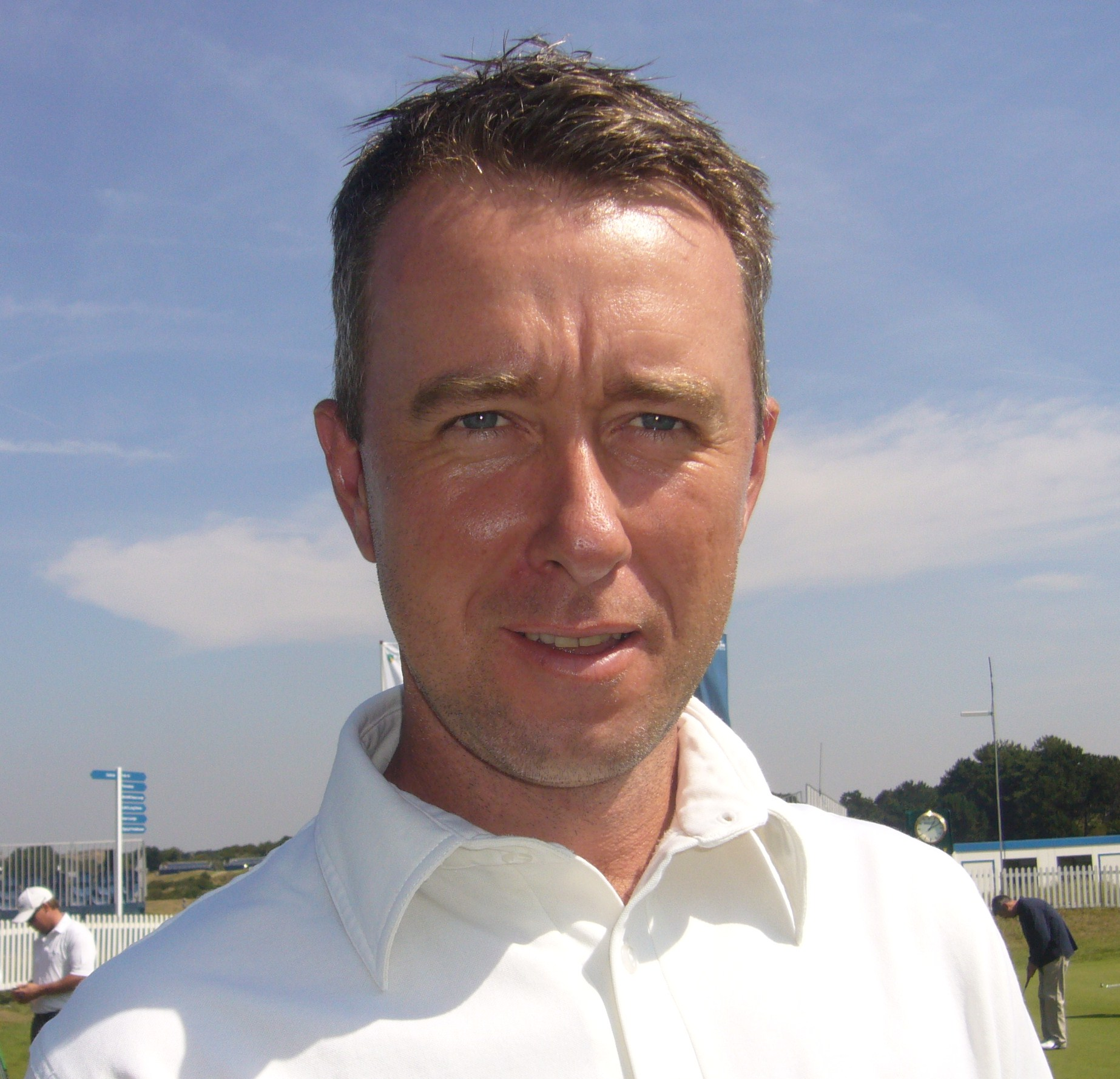
Mark Foster, leider na ronde 3

De par van de baan is 72.
Ronde 1
Vier Nederlanders spelen donderdag in de ochtendronde en vrijdag in de middagronde. Alleen Robert-Jan Derksen speelt laat-vroeg. Europese Tour-rookie Tim Sluiter startte op de eerste tee in de eerste partij. Hij kwam met -6 binnen en was een paar minuten clubhouse leader totdat Gary Boyd, die gelijkertijd op de tiende tee was gestart, met -7 binnenkwam. Henrik Stenson startte 's middags en nam met -8 de leiding over. Jbe' Kruger, Paul Lawrie en Danny Willett voegden zich bij Sluiter op de derde plaats.
Ronde 2
Henrik Stenson, ooit nummer 4 van de wereld, heeft al twee jaar niets meer gewonnen en is gezakt naar nummer 124 op de wereldranglijst. Hij maakte vandaag -2 en bleef aan de leiding, maar kreeg daar gezelschap van George Coetzee, die een tweede ronde van -5 maakte, weer met zes birdies. Tim Sluiter maakte ook -2 en bleef in de top 5. Joost Luiten maakte een mooie ronde van -5 en steeg naar de 21ste plaats.
Ronde 3
Twee nieuwe leiders op -12: Sergio García en Robert Coles, zij maakten een score van resp. 64 en 65. Tegen het einde van de middag werden ze ingehaald door Mark Foster, die in 2003 zijn eerste en enige toernooi op de Europese Tour won. en door George Coetzee, die op de tweede plaats eindigde. 
 Joost Luiten bracht 68 binnen voor een totaal van -9 en staat nu in de top-10. Tim Sluiter kwam later ook op -9 na een ronde van 71. Henrik Stenson had alle holes in par gespeeld totdat hij hole 11 speelde, een par 5. Daar raakte hij twee ballen kwijt en verloor dus vier slagen. Hij maakte nog drie bogeys op de laatste holes en eindigde op +1.
Ronde 4
Mark Foster sloeg zijn bal in het water naast de green van hole 4, hij maakte een bogey (pas de derde bogey van de week) maar het was het begin van een wisselvallige ronde.Hij maakte daarna nog vier bogeys, eindigde met een birdie voor een score van 72 en eindigde het toernooi op de 3de plaats, die hij deelde met vier anderen w.o. Joost Luiten. Er kwamen twee nieuwe koplopers, de Spanjaarden Pablo Larrazábal en Sergio García. Pablo Larrazábal was twintig minuten lang clubhouse leader totdat Sergio, die in de laatste partij speelde, met een birdie eindigde en een play-off forceerde. Dat werd een gevecht over vijf holes. Eerst moesten ze hole 18, een par 5, nogmaals spelen, twee keer maakten beide spelers daar een birdie. Toen werden ze meegenomen naar hole 12, een par 3. Weer een par voor beide spelers. Door naar hole 17, ook een par 3. Weer een par voor beide spelers. Daarna won Larrazábal met een birdie op hole 18. Hij verdiende € 333.330, García € 222.220. Het is Sergio's tweede overwinning op de Europese Tour. Door deze overwinning staat hij in de top-100 van de wereldranglijst.
- Leaderboard

| Naam               | Score R1 | Score R1 | Nr  | Score R2 | Score R2 | Totaal | Nr   | Score R3 | Score R3 | Totaal | Nr  | Score R4 | Score R4 | Totaal | Nr  |
| ------------------ | -------- | -------- | --- | -------- | -------- | ------ | ---- | -------- | -------- | ------ | --- | -------- | -------- | ------ | --- |
| Pablo Larrazábal   | 68       | -4       | T10 | 67       | -5       | -9     | 3    | 69       | -3       | -12    | T2  | 68       | -4       | -16    | 1   |
| Sergio García      | 69       | -3       | T15 | 71       | -1       | -4     | T30  | 64       | -8       | -12    | T2  | 68       | -4       | -16    | 2   |
| Joost Luiten       | 70       | -2       | T32 | 69       | -3       | -5     | T21  | 68       | -4       | -9     | T10 | 67       | -5       | -14    | T3  |
| Mark Foster        | 68       | -4       | T10 | 68       | -4       | -8     | T4   | 66       | -6       | -14    | 1   | 72       | par      | -14    | T3  |
| George Coetzee     | 67       | -5       | T7  | 67       | -5       | -10    | T1   | 70       | -2       | -12    | T2  | 70       | -2       | -14    | T3  |
| Retief Goosen      | 68       | -4       | T10 | 69       | -3       | -7     | T13  | 67       | -5       | -12    | T2  | 70       | -2       | -14    | T3  |
| Robert Coles       | 72       | par      | T71 | 67       | -5       | -5     | T25  | 65       | -7       | -12    | T2  | 71       | -1       | -13    | 8   |
| Henrik Stenson     | 64       | -8       | 1   | 70       | -2       | -10    | T1   | 73       | +1       | -9     | T10 | 69       | -3       | -12    | T9  |
| Danny Willett      | 66       | -6       | T3  | 74       | +2       | -4     | T30  | 69       | -3       | -7     | T18 | 71       | -1       | -8     | T24 |
| Gary Boyd          | 65       | -7       | 2   | 75       | +3       | -4     | T30  | 72       | par      | -4     | T43 | 69       | -3       | -7     | T31 |
| Tim Sluiter        | 66       | -6       | T3  | 70       | -2       | -8     | T4   | 71       | -1       | -9     | T10 | 78       | +6       | -3     | T54 |
| Paul Lawrie        | 66       | -6       | T3  | 72       | par      | -6     | T15  | 74       | +2       | -4     | T43 | 73       | +1       | -3     | T54 |
| Jbe' Kruger        | 66       | -6       | T3  | 74       | +2       | -4     | T30  | 73       | +1       | -3     | T63 | 75       | +3       | par    | T64 |
| Robert-Jan Derksen | 73       | +1       | T85 | 70       | -2       | -1     | T70  | MC       |          |        |     |          |          |        |     |
| Floris de Vries    | 71       | -1       | T55 | 73       | +1       | par    | T83  | MC       |          |        |     |          |          |        |     |
| Maarten Lafeber    | 73       | +1       | T85 | 73       | +1       | +2     | T111 | MC       |          |        |     |          |          |        |     |

| Leider |  | Toernooirecord |

## Spelers
| - Felipe Aguilar - Thomas Aiken - Seve Benson - Thomas Bjørn (2000) - Richard Bland - Liam Bond - Gary Boyd - Markus Brier - Mark Brown - Rafael Cabrera Bello - Michael Campbell - Alejandro Cañizares - Magnus A. Carlsson - Paul Casey - Alex Cejka - Christian Cévaër - Darren Clarke - George Coetzee - Robert Coles - Carlos Del Moral - Robert-Jan Derksen - Robert Dinwiddie - David Dixon - Stephen Dodd - Andrew Dodt - Jamie Donaldson - Nick Dougherty (2009) - Bradley Dredge - David Drysdale - Simon Dyson - Rafa Echenique - Niclas Fasth (2007) - Kenneth Ferrie - Richard Finch - Oliver Fisher - Ross Fisher - Oscar Florén - Mark Foster - Florian Fritsch | - Lorenzo Gagli - Stephen Gallacher - Sergio García - Ignacio Garrido - Daniel Gaunt - Jean-Baptiste Gonnet - Ricardo González - Retief Goosen - Tano Goya - Richard Green - Mark F Haastrup - Joakim Haeggman - Matt Haines - Anders Hansen - Søren Hansen - Andreas Hartø - Oskar Henningsson - Keith Horne - David Horsey - David Howell (2005) - Jeppe Huldahl - Raphaël Jacquelin - Thongchai Jaidee - Scott Jamieson - Miguel Ángel Jiménez (2004) - Michael Jonzon - Alexandre Kaleka - Anthony Kang - Shiv Kapur - Martin Kaymer (2008) - Simon Khan - James Kingston - Søren Kjeldsen - Jason Knutzon - Mikko Korhonen - Maarten Lafeber - Bernhard Langer - José Manuel Lara - Pablo Larrazábal | - Paul Lawrie - Peter Lawrie - Thomas Levet - Wen-chong Liang - Shane Lowry - Joost Luiten - David Lynn - Matteo Manassero - Stuart Manley - Pablo Martín - Gareth Maybin - Richard McEvoy - Paul McGinley - Ross McGowan - Damien McGrane - Francesco Molinari - Colin Montgomerie (1999) - James Morrison - George Murray - Christian Nilsson - Matthew Nixon - Shaun Norris - Steven O'Hara - Thorbjørn Olesen - Wade Ormsby - Gary Orr - Hennie Otto - John Parry - Phillip Price - Manuel Quiros - Richie Ramsay - Brett Rumford - Lloyd Saltman - Marcel Siem - Jeev Milkha Singh - Joel Sjöholm - Lee Slattery - Tim Sluiter - Henrik Stenson (2006) | - Graeme Storm - Scott Strange - Mark Tullo - Jaco Van Zyl - Alvaro Velasco - Floris de Vries - Simon Wakefield - Anthony Wall - Romain Wattel - Steve Webster - Peter Whiteford - Martin Wiegele - Bernd Wiesberger - Danny Willett - Oliver Wilson - Chris Wood - Fabrizio Zanotti - Julio Zapata - Matthew Zions Invitaties - Jin Jeong - Dustin Johnson - Victor Dubuisson - Julien Clément - Alessandro Tadini - Ross Bain - Mu Hu Nationale rangorde - Sebastian Buhl - Stephan Gross Jr. - Max Glauert - Christoph Günther - Dennis Küpper - Daniel Wuensche - Marcel Haremza - Alexander Knappe Reserve - Thomas Norret |